# فتح الرحمن في تفسير القرآن
فتح الرحمن في تفسير القرآن أحد كتب تفسير القران الكريم، ألفه القاضي والفقيه والمؤرخ الحنبلي مجير الدين الحنبلي (860 هـ - 928 هـ). فقال المؤلف: "هذا كتاب لخصته مختصرًا، وهذبت لفظه محررًا، يتضمن نبذة من تفسير القرآن العظيم، وتأويل ما فيه من الآيات والذكر الحكيم، اعتمدت في نقله على كتب أئمة الإسلام، وانتقيته من فوائد العلماء الأعلام". ثم قال: "وذكرت فيه خلاف القراء العشرة المشهورين، الذين تواترت قراءتهم، واشتهرت روايتهم من طرق الرواة الثقات، والأئمة الأثبات". وقال: وإن كان في الآية الشريفة حكم متفق عليه، أو مختلف فيه بين الأئمة الأربعة، ذكرته ملخصًا، ولم ألتزم استيعاب الأحكام، بل أذكر المهم حسب الإمكان، ولم أتعرض لاختيار غيره من الأئمة المتقدمين، وحيث أقول في الحكم: بالاتفاق، فالمراد: اتفاق الأئمة الأربعة المشار إليهم... وربما ذكرت مذاهبهم في شيء من أصول الدين والفقه على سبيل الاختصار في محلٍّ يناسبه".

## منهجية التأليف
- ذكر المؤلف اختلاف القراء العشرة وذكر الوقوف في الآيات: التزم المؤلف بذكر الخلاف بين القراء حيثما وجد، وذكر قواعدهم في ذلك، وتوجيه القراءة عند كل واحد، وما يبنى عليها من المعاني.
- ذكر المسائل الفقهية: اقتصر المؤلف على المهم من المسائل المطروحة في آيات الأحكام وغيرها، ملخصًا الاتفاق والاختلاف بين الفقهاء الأربعة، معتمدًا في غالب نقوله على «تفسير البغوي» و«المحرر الوجيز» لابن عطية و«المغني» لابن قدامة، معرضا عن ذكر أدلتهم في أكثر المسائل المذكورة في هذا الكتاب.
- ذكر المسائل العقدية: التزم المؤلف بذكر مذهب أهل السنة في غالب المسائل التي ذكرها، على وجه الاختصار والإيجاز.
- ذكر الفوائد واللطائف المتعلقة بالآية.[2]

## أسلوب التأليف
- التزام بذكر مكي السور ومدنيها، وعدد آيات السورة وكلماتها وحروفها في أول كل سورة يفسرها.
- ذكر أسباب النزول عند كل آية ورد بخصوصها سبب، وذكره أهل التفسير في كتبهم.
- سرد قصص الأنبياء وأخبار الأمم السالفة، مع ذكر أسماء الأشخاص والأماكن وتاريخ وقوع الأحداث، وغالب ذلك يكون من الإسرائيليات.
- تفسير المفردات من حيث الوضع اللغوي والشرعي في غالب الأحيان.
- إيراد الأمثلة الدائرة على ألسنة الناس مما يوافق معنى الآية التي يفسرها.
- التعريف بالأعلام الوارد ذكرهم في القرآن العظيم.
- تلخيص الآية بعد تفسيرها.
- الإتيان بالفوائد واللطائف والإشارات الدقيقة.
- تحري الصواب والراجح من أقوال المفسرين في تفسير الآيات.[3]